# Larry Yáñez
Larry Yáñez (Distrito de Aplao, Provincia de Castilla, Departamento de Arequipa, 28 de abril de 1981) es un exfutbolista peruano. Jugaba de mediocampista y tiene 43 años.

## Clubes
| Club                       | País | Año         |
| -------------------------- | ---- | ----------- |
| Defensor Casquina          | Perú | 1994        |
| Deportivo el Trueno        | Perú | 1994        |
| Social Corire              | Perú | 1995        |
| Sportivo Huracán           | Perú | 1995        |
| Sporting Cristal (Reserva) | Perú | 1996 - 2001 |
| Atlético Universidad       | Perú | 2002 - 2004 |
| FBC Melgar                 | Perú | 2004        |
| Atlético Universidad       | Perú | 2005        |
| Sport Áncash               | Perú | 2006        |
| Total Clean                | Perú | 2007        |
| Sporting Cristal           | Perú | 2008        |
| FBC Melgar                 | Perú | 2008 - 2010 |
| Cobresol FBC               | Perú | 2011        |
| FBC Melgar                 | Perú | 2012- 2013  |
| José Gálvez FBC            | Perú | 2014        |
| San Simón                  | Perú | 2014- 2015  |
| Juvenil Andino             | Perú | 2016        |

## Palmarés

### Campeonatos nacionales
| Título    | Club                 | País | Año  |
| --------- | -------------------- | ---- | ---- |
| Copa Perú | Atlético Universidad | Perú | 2002 |